# Taxeotis mimela
Taxeotis mimela là một loài bướm đêm trong họ Geometridae.